# Ringgold Knoll
Ringgold Knoll är en kulle i Antarktis. Den ligger i Östantarktis. Australien gör anspråk på området. Toppen på Ringgold Knoll är 562 meter över havet.
Terrängen runt Ringgold Knoll är kuperad västerut, men österut är den platt. Terrängen runt Ringgold Knoll sluttar brant västerut. Trakten är obefolkad. Det finns inga samhällen i närheten.